# Чаїнка (село)
Чаїнка (рос. Чаинка) — село у Купинському районі Новосибірської області Російської Федерації.
Входить до складу муніципального утворення Чаїнська сільрада. Населення становить 533 особи (2010).

## Історія
Згідно із законом від 2 червня 2004 року органом місцевого самоврядування є Чаїнська сільрада.

## Населення
| 2002 | 2007 | 2010 |
| ---- | ---- | ---- |
| 690  | ↘639 | ↘533 |